# (5225) Loral
(5225) Loral (1983 TS1) – planetoida z pasa głównego asteroid okrążająca Słońce w ciągu 5,4 lat w średniej odległości 3,08 j.a. Odkryta 12 października 1983 roku.